# Matteo Pio
Matteo Pio (... – Reggio Emilia, 7 novembre 1276) è stato un vescovo cattolico italiano.

## Biografia
Appartenente alla famiglia Pio, era figlio di Arriverio di Pio I. Fu canonico del duomo di Modena e prevosto di Ganaceto. Nel 1250 diede una casa e un podere alla clarissa Giovanna Adelardi, figlia di Niccolò, già badessa a Parma, giunta a Modena suo luogo natale con consorelle, per fondarvi il convento di Santa Chiara e mantenerlo. Ancora nel 1270 sono attestate sue provvidenze a favore del monastero.
Nel 1270, mentre in città imperversava la lotta tra guelfi e ghibellini, accolse l'imperatore bizantino Michele Paleologo e papa Gregorio X, in viaggio per partecipare al concilio di Lione. Sebbene in città prevalessero i guelfi e la famiglia Pio fosse ghibellina, il vescovo Matteo seppe mantenersi sempre al di sopra delle parti, tanto da non subire mai da parte dei modenesi alcuna limitazione di residenza o azione.
Diede attuazione ad alcuni cospicui testamenti di fedeli: a beneficio dell'ospedale della confraternita di San Pietro martire per l'ospitalità ai pellegrini, la cura degli infermi e l'accoglienza dei trovatelli; per la creazione di un eremo fuori porta Baggiovara nei pressi del rivo Cerca; per l'istituzione di un ospitale detto delle Salse nella curia di San Pietro in Isola.
Nel 1269 scomunicò e privò dell'impiego il notaio vescovile Bonifacio Aspettati, che lo aveva diffamato gravemente circa sue presunte familiarità con le clarisse.
Morì a Reggio il 7 novembre 1276.